# Balomir (Fehér megye)
Balomir (románul:  Balomiru de Câmp) falu Romániában, Erdélyben, Fehér megyében, Alkenyér községben.

## Fekvése
Az Erdélyi-érchegység tövében, a Maros bal partján, Szászsebestől 15 km-re nyugatra fekszik, a Kenyérmező nevű tájegységben. A 7-es főúttól 1 km-re fekszik, az 57-es községi úton közelíthető meg. A falutól délre halad el a 200-as vasúti fővonal és az A1-es autópálya is.

## Története

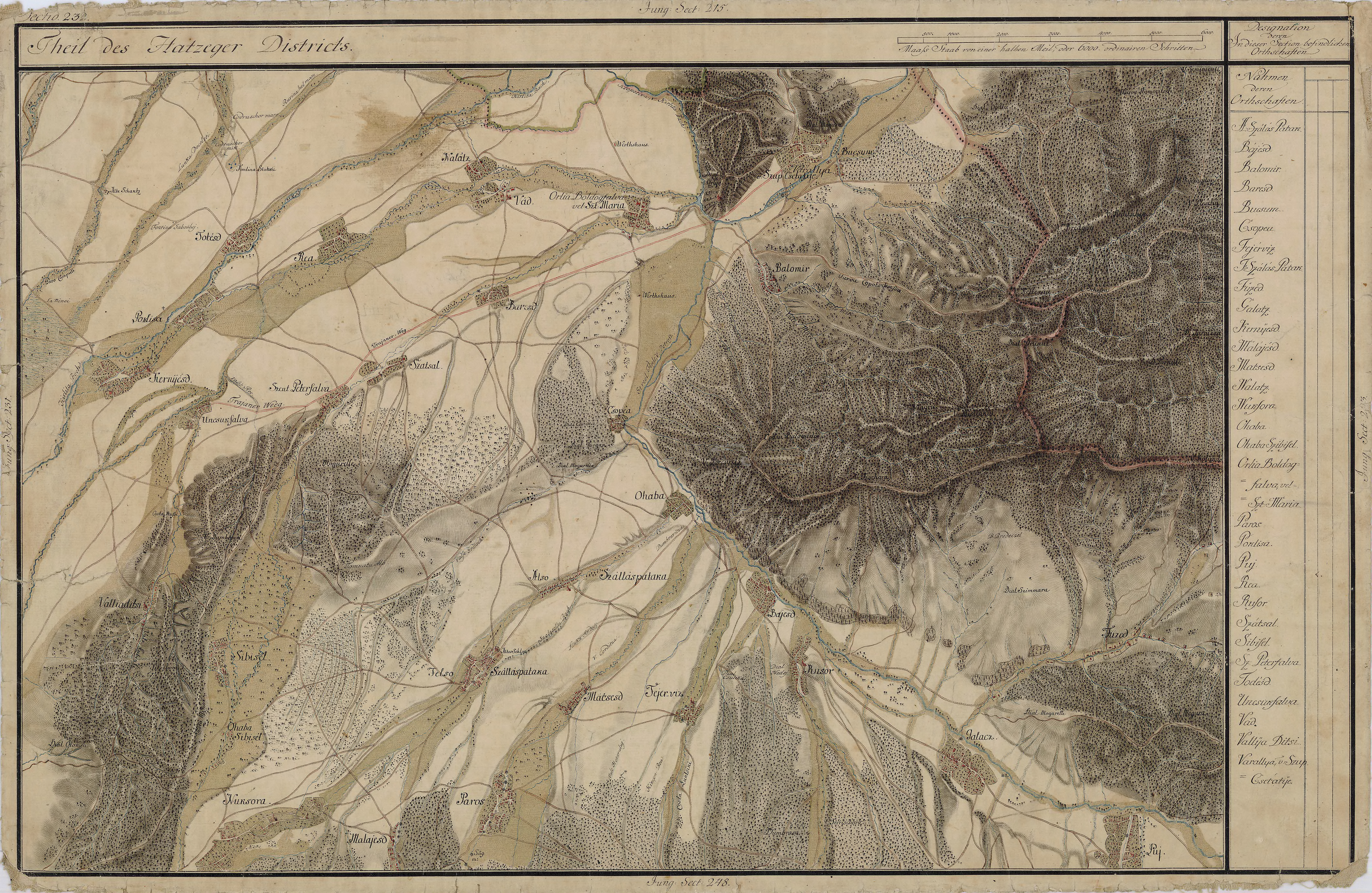
Balomir és környéke a jozefiniánus térképen (1770 körül)

Első írásos említése 1479-ből való.

## Népessége
- 2002-ben 636 lakosából 606 román, 24 roma, 6 más nemzetiségű .[3]